# Chlorospatha luteynii
Chlorospatha luteynii är en kallaväxtart som beskrevs av Thomas Bernard Croat och L.P.Hannon. Chlorospatha luteynii ingår i släktet Chlorospatha och familjen kallaväxter. Inga underarter finns listade.